# بري أومارا
بري أومارا (بالإنجليزية: Bree O'Mara)‏ (4 يوليو 1968، ديربان في جنوب أفريقيا - 12 مايو 2010، طرابلس في ليبيا)؛ مضيفة طيران، راقصة باليه، كاتِبة وروائية جنوب أفريقية.